# Romildo Magalhães

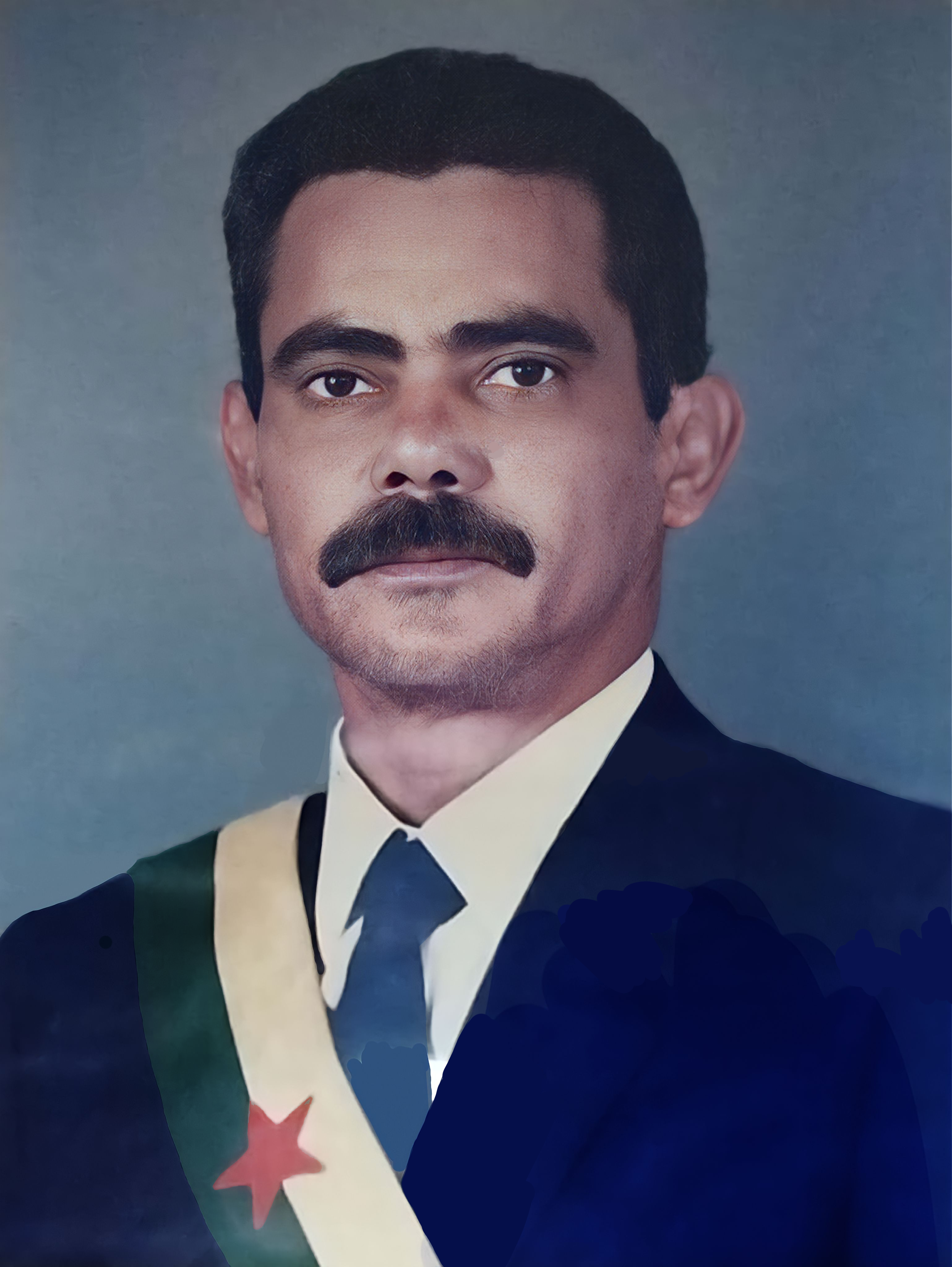
Romildo Magalhães, 2023

Romildo Magalhães da Silva, bekannt als Romildo Magalhães, (* 9. April 1946 in Feijó; † 14. Juli 2024) war ein brasilianischer Politiker. Er war vom 17. Mai 1992 bis 1995 Zivilgouverneur des Bundesstaates Acre.

## Leben
Magalhães war der Sohn von Francisco Nogueira da Silva und Altina Magalhães da Costa e Silva. Er war in erster Ehe mit Mariúcia Sampaio da Silva verheiratet, aus der vier Kinder hervorgingen. Seine zweite Ehe schloss er mit Antônia Fernandes de Freitas, hier ging ein Sohn hervor. Seine dritte Ehe mit Valmira do Carmo Firmino blieb kinderlos.

## Politischer Werdegang
Er war in die 1965 neu gegründete Partei Aliança Renovadora Nacional (ARENA) eingetreten, die als Partei der brasilianischen Streitkräfte während der Militärdiktatur diente. Bei den Kommunalwahlen 1966 wurde er für den ARENA zum Stadtrat seiner Heimatstadt gewählt. Er wurde wiedergewählt und blieb bis 1979 in diesem Amt. 1979 wurde er von dem damaligen Präsidenten João Figueiredo zum Stadtpräfekten (Bürgermeister) ernannt. Diese Amtszeit dauerte von 1979 bis 1982.
1979 trat er der Nachfolgepartei des ARENA, dem Partido Democrático Social (PDS), bei. Bei den Wahlen in Brasilien 1982 bewarb er sich erfolgreich als Abgeordneter für die Legislativversammlung von Acre. 1986 gelang ihm die Wiederwahl. Im Februar 1989 wurde er Mitglied der Verfassungsgebenden Versammlung von Acre. Auf dem PDS-Parteitag 1990 ließ er sich hinter dem Gouverneurskandidaten Edmundo Pinto als Kandidat für das Amt des Vizegouverneurs aufstellen. Erst bei der Stichwahl am 15. November 1990 waren Pinto und Magalhães erfolgreich und schlugen den Kandidaten Jorge Viana, der später selbst Gouverneur wurde. Magalhães war vom 15. März 1991 bis 17. Mai 1992 Vizegouverneur und übernahm das Amt als 13. Gouverneur nach Pintos Ermordung in São Paulo vom 17. Mai 1992 bis 1. Januar 1995. Sein Nachfolger wurde Orleir Cameli.
1993 hatten sich seine Partei (PDS) und der Partido Democrata Cristão zum Partido Progressista Reformador (PPR) zusammengeschlossen, der er beitrat. Zuletzt trat er dem Partido Progressista Brasileiro (PPB) bei, für den er erneut nach den Kommunalwahlen 1996 Stadtpräfekt von Feijó vom 1. Januar 1997 bis März 1998 wurde, bis er das Amt an seinen Stellvertreter Aurélio de Sousa Braga abgab. Danach war er als Kleinunternehmer in den Bereichen Fischerei und Gastronomie tätig. Bei den Wahlen 1998 kandidierte er für den PPB als Landesabgeordneter, war aber nicht erfolgreich.